# Rádio Marinha
Rádio Marinha é uma rede de rádios brasileira, da Marinha do Brasil, que opera nas cidades de São Pedro da Aldeia (RJ), Corumbá (MS), Natal (RN), Manaus (AM), Rio Grande (RS), Belém (PA) e Brasília (DF).
As primeiras estações da Rádio Marinha foram inauguradas no dia 22 de fevereiro de 2011. O estúdio central está no Centro de Comunicação Estratégica da Marinha (CCEM) em Brasília-DF, e as outras estações em Corumbá-MS (105,9 MHz) e São Pedro da Aldeia-RJ (99,1 MHz).
Em 12 de julho de 2012 foi inaugurada a terceira retransmissora, em Manaus (99,9 MHz) e a quarta foi em Natal (100,1 MHz) em 5 de fevereiro de 2013.
Em 22 de novembro de 2016, o Ministério das Comunicações concedeu à Marinha do Brasil, a consignação de canal educativo em Frequência Modulada (FM), na cidade de Rio Grande, estado do Rio Grande do Sul, ocupando a sintonia 102,7 MHz, sendo a quinta retransmissora da rede, inaugurada em 22 de março de 2017.
A sexta retransmissora, foi inaugurada em Belém, no Pará, no dia 08 de março de 2019, operando em 104,1 MHz, no qual antes estava a programação da Criativa FM. Nos primeiros dias de operação, ela enfrentou dificuldades em sua transmissão, que confrontava com a da Criativa em vários lugares da cidade, ocasionando a retirada temporária do ar até a afiliada da Rádio Deus É Amor ser transferida para os 96,5 MHz.
A Rádio Marinha Brasília FM foi última estação inaugurada pela Marinha, entrando no dia 08 de junho de 2025, operando em 95,7 MHz, irradiando para a Capital Federal o conteúdo da Força Naval.